# George Bryant

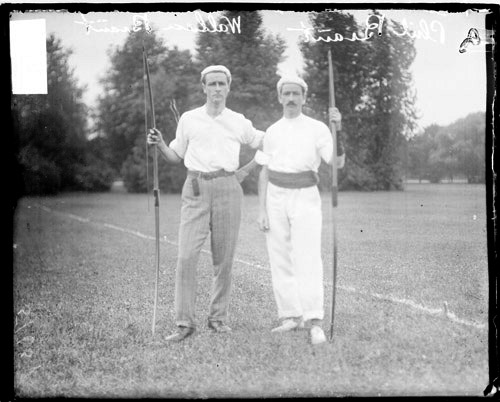
Wallace en George (rechts) Bryant

George Philip (Phil) Bryant (Melrose (Massachusetts), 22 februari 1878 - ?, 18 april 1938) was een Amerikaanse boogschutter.
Bryant volgde een opleiding aan Harvard Law School en werd advocaat in Boston. In zijn vrije tijd deed hij aan boogschieten. Bryant deed samen met zijn broer Wallace Bryant, Cyrus Dallin en Henry Richardson namens de Bostons Archers mee aan de Olympische Spelen in St. Louis (1904). Het team behaalde de derde plaats. Individueel werd hij winnaar in de dubbele York ronde en de dubbele Amerikaanse ronde.
Bryant was nadien nog een aantal keren nationaal kampioen boogschieten.

## Palmares
- 1904:  Olympische Spelen (individueel - dubbele York ronde)
- 1904:  Olympische Spelen (individueel - dubbele Amerikaanse ronde)
- 1904:  Olympische Spelen (team)
- 1905:  Nationaal kampioenschap
- 1909:  Nationaal kampioenschap
- 1911:  Nationaal kampioenschap
- 1912:  Nationaal kampioenschap